# Amphoe Ban Mo
Amphoe Ban Mo (Thai: อำเภอ บ้านหมอ) ist ein Landkreis (Amphoe – Verwaltungs-Distrikt) im westlichen Teil der Provinz Saraburi. Die Provinz Saraburi liegt in der Zentralregion von Thailand.

## Geschichte
Nachdem der Fußabdruck des Buddha bei Saraburi gefunden worden und ein Tempel darüber gebaut worden war, ließ König Songtham holländische Ingenieure eine Straße von Tha Ruea zum Wat Phra Phutthabat bauen, um die Pilgerreise dorthin zu vereinfachen. Die Hauptarbeit dabei wurde von Elefanten geleistet. Kranke Tiere wurden in Wat Khok, einem buddhistischen Tempel (Wat), kuriert. Der Tempel wurde später in Wat Khok Ban Mo und schließlich in Wat Ban Mo umbenannt, welcher diesem Landkreis seinen Namen gab.

## Geographie
Benachbarte Bezirke (von Westen im Uhrzeigersinn): Amphoe Don Phut, Amphoe Nong Don, Amphoe Phra Phutthabat und Amphoe Sao Hai Der Provinz Saraburi sowie Amphoe Tha Ruea der Provinz Ayutthaya.

## Verwaltung

### Provinzverwaltung
Der Landkreis Ban Mo ist in neun Tambon („Unterbezirke“ oder „Gemeinden“) eingeteilt, die sich weiter in 79 Muban („Dörfer“) unterteilen.
| Nr. | Name        | Thai    | Muban | Einw. |
| --- | ----------- | ------- | ----- | ----- |
| 01. | Ban Mo      | บ้านหมอ  | 12    | 7.686 |
| 02. | Bang Khamot | บางโขมด | 11    | 5.876 |
| 03. | Sang Sok    | สร่างโศก | 09    | 6.320 |
| 04. | Talat Noi   | ตลาดน้อย | 08    | 4.907 |
| 05. | Horathep    | หรเทพ   | 08    | 1.523 |
| 06. | Khok Yai    | โคกใหญ่  | 06    | 1.543 |
| 07. | Phai Khwang | ไผ่ขวาง  | 07    | 2.885 |
| 08. | Ban Khrua   | บ้านครัว  | 11    | 8.273 |
| 09. | Nong Bua    | หนองบัว  | 07    | 3.601 |

### Lokalverwaltung
Es gibt sechs Kommunen mit „Kleinstadt“-Status (Thesaban Tambon) im Landkreis:
- Bang Khamot (Thai: เทศบาลตำบลบางโขมด) bestehend aus dem kompletten Tambon Bang Khamot.
- Sang Sok (Thai: เทศบาลตำบลสร่างโศก) bestehend aus dem kompletten Tambon Sang Sok.
- Talat Noi (Thai: เทศบาลตำบลตลาดน้อย) bestehend aus dem kompletten Tambon Talat Noi.
- Nong Bua (Thai: เทศบาลตำบลหนองบัว) bestehend aus dem kompletten Tambon Nong Bua.
- Tha Lan (Thai: เทศบาลตำบลท่าลาน) bestehend aus dem kompletten Tambon Ban Khrua.
- Ban Mo (Thai: เทศบาลตำบลบ้านหมอ) bestehend aus Teilen des Tambon Ban Mo.

Außerdem gibt es drei „Tambon-Verwaltungsorganisationen“ (องค์การบริหารส่วนตำบล – Tambon Administrative Organizations, TAO)
- Mueang Khit Khin (Thai: องค์การบริหารส่วนตำบลเมืองขีดขิน) bestehend aus Teilen des Tambon Ban Mo.
- Khok Yai (Thai: องค์การบริหารส่วนตำบลโคกใหญ่) bestehend aus den kompletten Tambon Horathep, Khok Yai.
- Phai Khwang (Thai: องค์การบริหารส่วนตำบลไผ่ขวาง) bestehend aus dem kompletten Tambon Phai Khwang.